# Yerko Muñoz
Yerko Rodrigo Muñoz Villarroel (* 16. März 1996 in Santiago) ist ein ehemaliger chilenischer Fußballspieler auf der Position eines offensiven Mittelfeldspielers.

## Karriere
Yerko Muñoz begann seine Karriere in der Jugend von den Santiago Wanderers, wo er in der Clausura 2016 gegen den CSD Colo-Colo debütierte und direkt ein Tor erzielte. Bei den Wanderers konnte er sich nicht im Team durchsetzen und wurde erst an Deportes Pintana in die Segunda División verliehen, 2018 wechselte er ablösefrei zu Viertligist Trasandino. Im Profibereich war Muñoz danach nicht mehr aktiv.